# کروشار
کروشار (به صربی: Krušar) یک روستا در صربستان است که در ناحیه پوموراولیه واقع شده است. کروشار ۱٬۵۴۶ نفر جمعیت دارد.